# 卡爾波維奇
52°13′1″N 32°22′53″E / 52.21694°N 32.38139°E
卡爾波維奇，是烏克蘭北部的村莊，隸屬切爾尼希夫州的諾夫霍羅德-錫韋爾斯基區。該村始建於1665年，面積1.05平方公里，海拔高度140米，2001年人口319，人口密度每平方公里303.8人。